# Lautenschlägerbrunnen

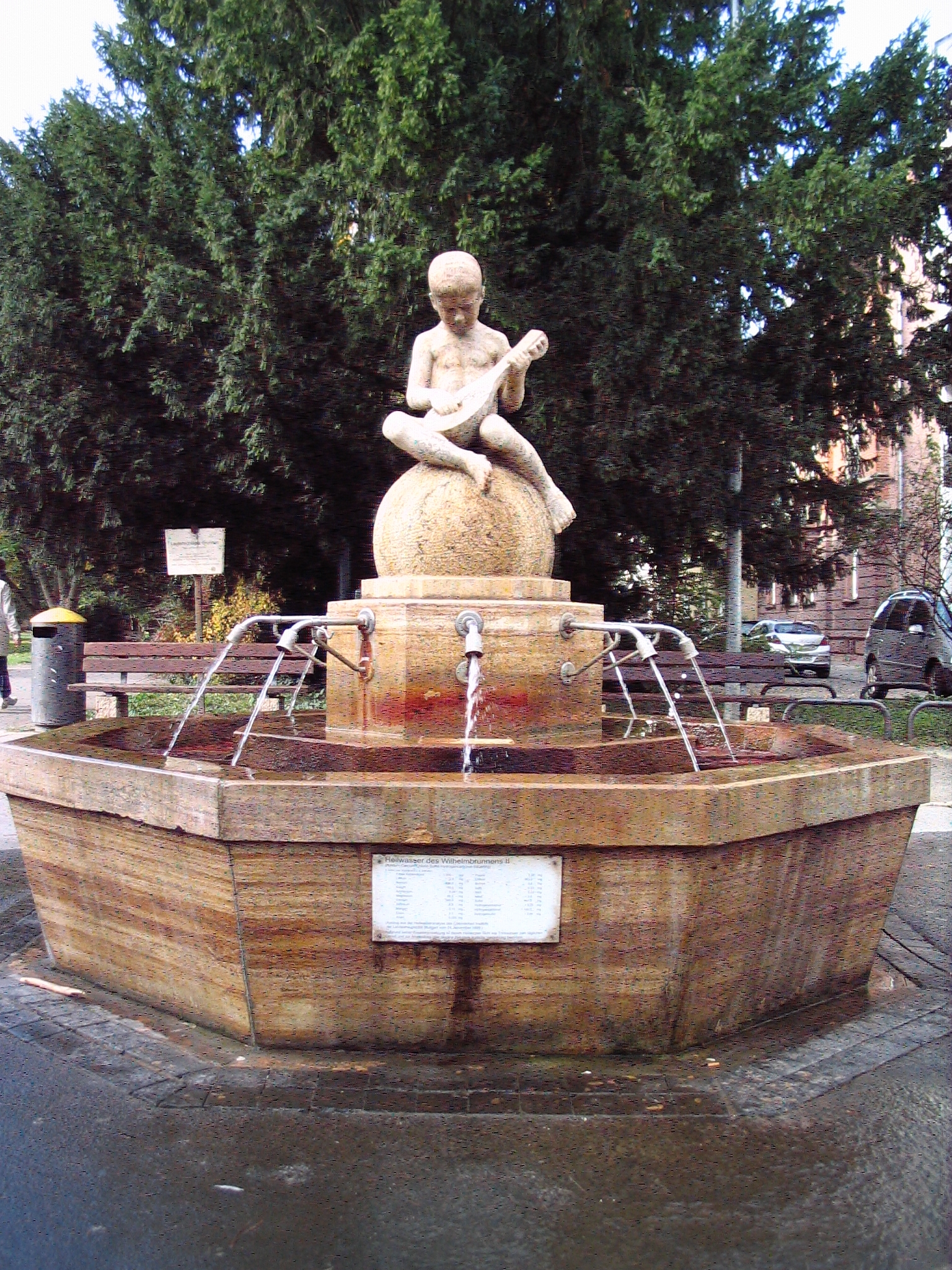
Der Lautenschlägerbrunnen in Stuttgart-Bad Cannstatt

Der Lautenschlägerbrunnen (fälschlich auch Lautenschlagerbrunnen genannt) ist ein Brunnen in den Kursaalanlagen in Stuttgart-Bad Cannstatt und wurde 1934 vom Bildhauer Jakob Clement geschaffen. Bei seinem Wasser handelt es sich um ein staatlich anerkanntes Heilwasser.

## Aussehen
Der 1934 von Jakob Clement geschaffene Lautenschlägerbrunnen steht am Königsplatz in einer Parkanlage gegenüber dem Kursaal in Stuttgart-Bad Cannstatt. Er zeigt einen auf einer Halbkugel sitzenden, nackten Jungen, der auf einer Laute spielt. Die Halbkugel mit dem Jungen ruht auf einem achteckigen Postament, aus dem das Wasser aus acht Rohren in einen ebenfalls achteckigen Trog fließt.
Der Brunnen hat seinen Namen von dem dargestellten Jungen mit der Laute und nicht vom Stuttgarter Oberbürgermeister Karl Lautenschlager, der 1933 (also ein Jahr vor Errichtung des Brunnens) von den Nationalsozialisten in den Ruhestand gedrängt worden war. Von den Cannstattern wird der Brunnen auch „Der stille Wirt“ genannt. Er erinnert an den Erbsenbrunnen, der auch einen nackten, kleinen Jungen zeigt und sich ebenfalls in Stuttgart-Bad Cannstatt befindet.

## Heilwasser
Der Lautenschlägerbrunnen wird mit Wasser des Wilhelmsbrunnens gespeist, der im Brunnenhof des nahe gelegenen Großen Kursaals entspringt. Bei dem staatlich anerkannten Heilwasser handelt es sich um einen sogenannten Natrium-Calcium-Chlorid-Sulfat-Hydrogencarbonat-Säuerling. Ein Liter des Wassers enthält laut einer am Brunnen aushängenden Analyse des Chemischen Instituts der Stadt Stuttgart vom 24. November 1999 1300 Milligramm Kohlendioxid, 1120 mg Hydrogencarbonat, 997 mg Sulfat, 963 mg Chlorid, 696 mg Natrium, 589 mg Calcium, 88,2 mg Magnesium und 39,4 mg Kalium sowie geringere Mengen an weiteren Substanzen.
1987 wurde der Lautenschlägerbrunnen grundlegend saniert. Unterhalt und Betrieb werden von der Stadt Stuttgart, der Stiftung Stuttgarter Brünnele und sogenannten Brunnen-Paten finanziert. Er ist ganzjährig in Betrieb.